# Rittergut Haus Heerfeld

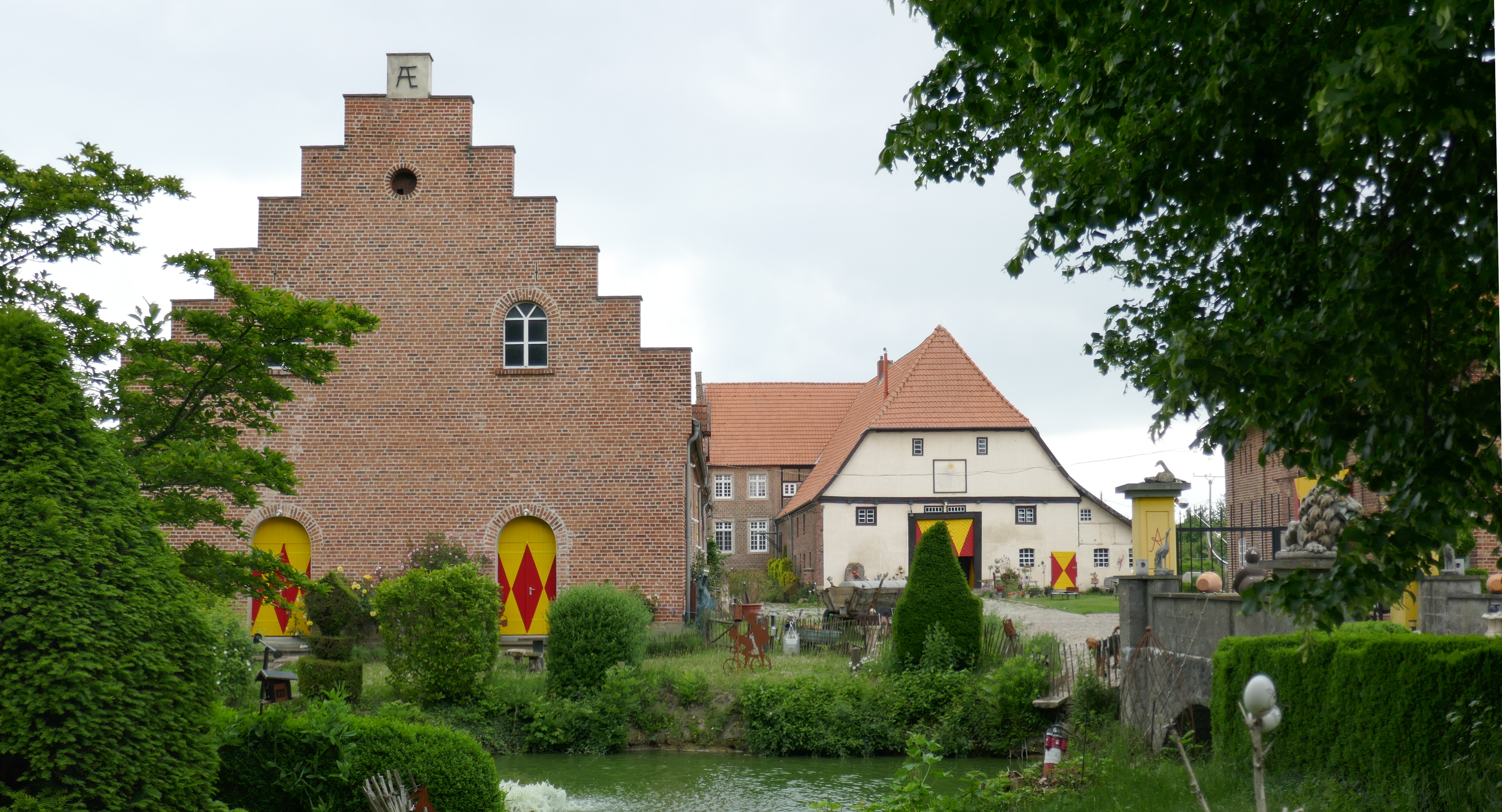
Haus Heerfeld

Das Rittergut Haus Heerfeld liegt in Liesborn im nordrhein-westfälischen Kreis Warendorf. Das Landesamt für Denkmalpflege in Westfalen (LWL) hat den aus dem Mittelalter stammenden Rittersitz als Denkmal ersten Ranges eingestuft.

## Geschichte
Der Rittersitz wurde 1194 erstmals in einer Urkunde des Liesborner Abtes Engelbert genannt. 1251 bestätigt der Bischof der Diözese Münster, Otto II. von Lippe, den Erwerb von Zehnten zu Gronhorst im Kirchspiel Wadersloh und zu Böntrup im Kirchspiel Liesborn durch das Kloster Liesborn.
Am 21. März 1298 wird Konrad von Heerfeld als Richter des Edelherrn von Lippe genannt. Von 1321 bis 1343 ist Bernhard von Heerfeld als Freigraf (nichtadeliger Richter) des Edelherrn Simon I. von Lippe am Freistuhl bezeugt. Als Freigraf der Lipper führt er die Lippische Rose im Wappen, während das Familienwappen der Heerfelder einen Helm zeigt. Zum Rittergut Haus Heerfeld gehörten Ländereien mit Fischereirechten, leibeigenen Bauern und Köttern.
1728 kaufte der 1724 in den Grafenstand erhobene Friedrich Bernhard Wilhelm von Plettenberg, Neffe des Münsteraner Fürstbischofs Friedrich Christian von Plettenberg, den Rittersitz.
Im Jahr 1997 wurde Haus Heerfeld von den Kaufleuten Karl Heinz und Christa Eckervogt erworben. Seit dieser Zeit wird es in Eigenleistung restauriert und instand gesetzt. So wurden die Gräfte und die Parkanlage wiederhergestellt sowie die zerstörte Brücke wieder aufgebaut. Die dicke Packlage des aufgefüllten Schutts im Innenhof des Hauses wurde abgetragen und das darunter liegende alte, relativ gut erhaltene Pflaster Stück für Stück mit einer Spitzhacke vorsichtig freigelegt.
Die zum Scheunentor des Wirtschaftshofs führende Straße erinnert an eine alte Römerstraße mit teilweise starkem seitlichen Gefälle. Man sieht die stark ausgefahrenen Spuren von Fuhrwerken noch im Pflaster.

## Beschreibung
Von den heutigen Gebäuden des Hauses Heerfeld ist das Haupthaus mit seinem L-förmigen Grundriss das älteste. Im Giebel des Wirtschaftshofs befindet sich ein rechteckiges Deelentor mit den Datierungen 1597, 1721, 1770, 1899. Ein gut erhaltener, vom Putz befreiter, dicker Einfassungsbalken über dem Scheunentor weist mit den eingeritzten Jahreszahlen 1597 und 1720 die Baujahre des Gebäudes auf.
Auf dem ehemaligen Vorburggelände befinden sich Stallgebäude in Ziegelbauweise. Sie wurden um 1875 errichtet und passen sich der Gesamtanlage gut an. Im Innenhof ist die alte Pflasterung wieder freigelegt worden. Dabei traten Pflasterbereiche zutage, die mit einem mittleren Innenkreis und zwei weiteren Außenkreisen auf eine bestimmte Nutzung hinweisen, die jedoch bis heute ungeklärt geblieben ist. Genauso verhält es sich mit dicken Sandsteinquadern am Außenrand des Kreises.